# Council (Idaho)
Council è una città (city) e capoluogo di contea della Contea di Adams, nello Stato dell'Idaho, Stati Uniti d'America.

## Geografia fisica
Council si trova a 892 m s.l.m. ed ha una popolazione di 816 abitanti al censimento del 2000; secondo lo United States Census Bureau ha una superficie di 1,9 km² con una densità di 433 ab/km².